# پلنگ شمال چینی
پلنگ چینی (نام علمی: Panthera pardus japonensis) یکی از زیرگونه‌های پلنگ می‌باشد. وزن جنس نر ۵۰ کیلوگرم و وزن جنس ماده آن ۳۲ کیلوگرم است. این جانور بومی شمال چین می‌باشد و مناطق مرکزی و شرقی کشور نیز مشاهده شده‌است.
این گربه منزوی از پستاندارانی چون گراز و گوزن، و جوندگان و پرندگان تغذیه می‌کند.
این پلنگ‌ها در ماه‌های ژانویه و فوریه جفتگیری می‌کنند و پس از ۱۵ هفته، دو تا سه توله می‌زایند. توله‌ها در ابتدا یک پوند (نزیک ۵۰۰ گرم) وزن دارند و پس از ۱۰ روز چشم‌هایشان باز می‌شود. آنها تا ۲۰ تا ۲۴ ماهگی نزد مادر می‌مانند.
آی یو اس ان نسل این پلنگ را در آستانه انقراض اعلام کرده‌است.